# Erechthias fibrivora
Erechthias fibrivora är en fjärilsart som beskrevs av Edward Meyrick 1933. Erechthias fibrivora ingår i släktet Erechthias och familjen äkta malar.
Artens utbredningsområde är Fiji. Inga underarter finns listade i Catalogue of Life.